# Turpachbach
Der Turpachbach ist ein etwa 11,5 Kilometer langer Bach im Kanton Bern, der in Gstaad in den Louwibach von rechts mündet.

## Geographie

### Verlauf
Der Bach beginnt am Türli zwischen dem Berg Tube und dem Louwenehore aus mehreren Quellen auf etwa 1950 m ü. M. in der Nähe der Baumgrenze. Der Bach fliesst zunächst Richtung Norden, wobei sich die verschiedenen Quellbäche vereinen. Auf den ersten knapp 3 km fliessen ihm beidseitig viele kleine Bäche zu. Hier erreicht er nun auf 1560 m ü. M. Birchi. Ab hier fliessen ihm nun deutlich weniger Bäche zu, bis er nach weiteren 2,5 km langsam die Flussrichtung in Richtung Westen ändert. Hier fliesst ihm von rechts auf 1390 m ü. M. der Rüwlissegraben zu. Das Gebiet ist ab hier leicht besiedelt. Nach etwa 1 km hat der Bach seine Kurve Richtung West beendet, wobei ihm kleinere Bäche von rechts zugeflossen sind. Kurz darauf fliesst ihm auf 1320 m ü. M. von links der Berzgummbach zu. Der Bach fliesst nun vorbei am Dorf Turbach, wo ihm auch ein weiterer kleiner Bach von rechts zufliesst. Etwa 1,5 km darauf fliesst ihm von links 1205 m ü. M. der Turnelsbach zu. Etwa 1 km talabwärts erreicht der Bach auf 1120 m ü. M. Gstaad, dem er noch knapp 1 km entlang läuft, bis er schliesslich auf 1063 m ü. M. von rechts in den Louwibach mündet.

### Einzugsgebiet
Das Einzugsgebiet des Turpachbachs hat eine Grösse von etwa 29 km². Der höchste Punkt im Einzugsgebiet ist auf 2508 m ü. M. am Giferspitz.